# شبنميات
شبنميات (الاسم العلمي: Casuariiformes) هي رتبة من الطيور تتبع طائفة طيور من صف فقاريات رباعية الأطراف.		
والشبنميات هي إحدى مكونات أُباشة مسطحات الصدر والتي تحتوي على كل الطيور الكبيرة التي لا تطير.

## فصائل
تحتوي هذه الرتبة على فصيلتين فقط وهما:
- الشبنمية
- الدرميسية